# Ameerega smaragdina
Ameerega smaragdina är en groddjursart som först beskrevs av Philip A. Silverstone 1976.  Ameerega smaragdina ingår i släktet Ameerega och familjen pilgiftsgrodor. Inga underarter finns listade i Catalogue of Life.
Denna pilgiftsgroda förekommer i Peru vid Andernas östra sluttningar. Den lever i kulliga regioner vid 400 meter över havet. Exemplaren vistas i regnskogar och träskmarker. De är främst aktiva under skymningen. Grodynglens utveckling sker i små pölar.
Beståndet hotas av skogarnas omvandling till jordbruks- och betesmarker. Populationens storlek är okänd. IUCN kategoriserar arten globalt som otillräckligt studerad.